# Bom Bom

Bom Bom (봄봄) est un sunjeong manhwa de Lee Young-yoo en trois tomes publié en Corée du Sud aux éditions Daiwon en 2003 et en français chez Saphira en 2006.

## Histoire
Rangbi a bien des problèmes. L'entreprise de sa mère a fait faillite et celle-ci l'a abandonnée. La jeune fille se débrouille en enchaînant les petits boulots pour gagner quelques wons. Sa vie se complique encore quand débarque Jimmy, un jeune homme qui prétend devoir bientôt épouser sa mère et donc être son futur beau-père. Par ailleurs, elle est courtisée par Won Dan, riche héritier d'une grande entreprise coréenne. Or Rangbi souhaite justement un petit ami fortuné. Jimmy compte bien tirer profit de la situation.